# Закони (Платон)
«Закони» (дав.-гр. Νομοι) — пізній діалог Платона, написаний в 354 році до н. е., що вважається його останнім твором. У ньому філософ переглянув свої вчення щодо держави, викладені раніше в діалозі «Держава». «Закони» мають певну незавершеність, що пояснюється похилим віком автора чи браком часу на доопрацювання діалогу. Головним чином «Закони» є неквапливою бесідою трьох старців, з повторами й поверненнями до колишніх думок, присвяченою тонкощам законодавства суспільства, якому було дане теоретичне обґрунтування в «Державі». Якийсь афінянин (в якому вбачається сам Платон) прибуває на Крит в символічний день сонцестояння і веде там з критянином Клінієм і спартанцем Мегіллом бесіду про найкраще влаштування держави.

## Зміст
Перша частина. Співрозмовники намагаються визначити основний принцип законодавства. Говориться, що законодавство має ґрунтуватися не на користь війни, як у Спарті і на Криті, і не на користь міжусобиць. Воно повинне спиратися на чесноти, справедливість, і мати на меті загальний мир і безпеку громадян. Таке законодавство відповідатиме основним людським благам — здоров'ю, красі, силі, багатству, розумінню, здоровому стані душі, справедливості і мужності.
Правильне законодавство передбачає верховенство чесноти. Згадуючи закони, дані людям Зевсом і Аполлоном, співрозмовники дискутують про чесноти, серед яких вони виділяють витривалість, боротьбу з пристрастями, покору начальству. Мудреці говорять про необхідність суворих начальників, суспільне і особисте виховання як необхідну основу законодавства. Платон порівнює людей з маріонетками в руках богів, які смикають за нитки і спонукають людей до дій. Найголовніша «нитка» — це розум.
Далі говориться, що людині від природи властиво танцювати і співати, отримуючи від цього глибоке задоволення. В цьому проявляється вроджене почуття гармонії і ритму, закладене богами. Тому хороша людина повинна володіти співом і мистецтвом танцю, у яких відображає високі ідеали, чесноти. Не повинно бути ніяких безладних задоволень, але всяке задоволення повинно бути найглибшим чином узгоджене з вимогами закону і чесноти. Платон стверджує, що справедливе тотожне приємному. Виховання повинне закладати тотожність розваги, істини і користі.
Після цього слідує розгляд історії законодавства. Починаючи з безладу первісних часів, до Золотої доби, початку законодавства в зв'язку з ростом населення і його потреб, і до виникнення аристократії й царської влади. Все це перемежовується з прикладами відомих грекам держав, де закони як сприяли процвітанню, так і були згубними для держави.
Друга частина. Мудреці обговорюють географічні умови майбутнього досконалого законодавства: віддаленість від моря і сусідів, щоб уникнути спокус, гориста місцевість з метою усамітнення, помірна лісистість, однаковість населення. Описується образ ідеального правителя з абсолютною владою, котрий діє на засадах розумності та розважливості.
Співрозмовники критикують державний лад Спарти і Криту. Ідеальним правлінням вони називають вік Кроноса, говорять про необхідність шанування богів, демонів і героїв, а також батьків, як живих, так і померлих, розумне ставлення до родичів, друзів, нащадків і всіх співгромадян. Вони приходять до думки, що законодавець має встановлювати середню міру у всіх державних і особистих справах, подібно як лікар знає що таке помірність для користі тілу. Його перший закон буде законом про народження дітей з наказом одружуватися між 30 і 35 роками і з покаранням у разі непокори.
Подальші міркування ґрунтуються на безумовному поділі в людині організуючого і організованого начал. Відповідно до них найпершим є шанування богів і демонів, а другим — відповідне ставлення між людьми. У зв'язку з цим найбільшої похвали заслуговує відданість загальній правді, змагання (а не заздрість) в чеснотах, лагідність і завзятість, боротьба з самолюбством, із зайвими сміхом і сльозами. Також розглядаються задоволення, страждання і пристрасті на основі природних схильностей людини і вимог розуму. Зачіпається проблема розподілу майна і житла у зв'язку з кількістю громадян, неможливість абсолютного усуспільнення, продажу і купівлі наділів, питання про фінанси, багатство і бідність, кількісний і якісний розподіл населення і земельних ділянок. Та все ж мудреці мають слабкі надії на втілення цього свого ідеалу.
Третя частина. У вступі йде мова про бездоганних виборців і виборних. Висловлюються думки про посадових осіб, які охоронятимуть закони і майнові записи громадян, обрання військових, різних рад, жерців і жриць, скарбників. Роздумується про виховання дітей і суддівство.
Опісля розглядається технічна сторона законодавства в області релігії, розваг, шлюбу, рабовласництва, зведення храмів, містобудування. Після загального резюме про спосіб життя іде обговорення розпорядку дня і ночі громадян, необхідність навчання грамоті, грі на лірі, навчання боротьбі і танцю, трагедії і комедії, грамоті, арифметиці і астрономії.
Мудреці висловлюють думки про свята і військові змагання, причини їх занепаду в існуючих державах. Вони кажуть про спільне вихованні чоловіків і жінок в зв'язку з загальними законами про любов і пристрасть, землеробство і охорону рубежів, необхідності суворого поділу праці та продуктів.
Четверта частина. Ця частина присвячена злочинам і покарання. Мудреці ведуть мову про кримінальні закони, святотацтво, неприпустимість злочинів без покарань і перерахування можливих покарань. Після міркування про пом'якшувальні обставини описуються закони покарання вбивць різних типів і про покарання всякого роду насильства одних людей над іншими.
Вводиться загальний закон проти всякого насильства, а саме заборона присвоєння чужого майна. Також обговорюються закони проти підриву державної і приватної релігії, проти неповаги до батьків, викрадачів майна представників держави та проти порушення цивільних прав будь-якого громадянина.
П'ята частина. Мова йде про неправильне ставлення до богів і необхідність доказів їхнього існування. Співрозмовники говорять про сумнівність древніх міфологічних уявлень і критикують атеїзм. Викладається основа атеїстичного вчення: головенство природи і випадковості над розумним мистецтвом; релігія, законодавство, мистецтво трактуються як результат мистецтва взагалі, як щось зовсім несамостійне. Протидія атеїзму має відбуватися не за допомогою фізичної сили, а роздумів і переконань з огляду на велику складність питання про першопричини. Далі слідують думки про різні види руху і саморушне начало, яке стоїть в основі світу. Воно є саме життя і душа. Але позаяк в душі існують добрі й злі потяги, то є два типи душі. Прославляється верховна космічна душа як найдосконаліша, яка приводить у рух весь світ.
Мудреці задаються питанням чому існує зло. Згодом вони доходять до думки, що воно не просто існує, але й необхідне, тому що життя не може втриматися на одній і тій же висоті і досягає добра тільки поступово. Оцінка необхідності зла можлива тільки за умови цілісного розгляду світобудови. Зло ж, долучаючись до цілісності світу, служить добру.
Описується необхідність доносів на злочинців проти релігії, необхідність судового розгляду, три типи в'язниці, заборона приватних святилищ і відповідне покарання за них.
Шоста частина. В цій частині містяться закони досконалої держави. Закони про охорону приватної власності, торгівлю, особливо в зв'язку з підробкою товарів. Дрібною торгівлею личить займатися тільки метекам і чужинцям, з обмеженням прибутку. Також описуються закони про відносини ремісників і замовників, сиріт і опікунів, закони про сімейні стосунки — батьків і дітей, чоловіка і дружини, шанування батьків.
Окремо виділяються різні інші правопорушення, судова справа, міжнародні відносини, закони про військовозобов'язаних, обшук, право давності, явку на суд, приховування, хабарі, податки, жертви богам, закони про поховання.
Сьома частина. Мудреці підходять до необхідності підтримки законів за допомогою спеціального наддержавного органу. Описується розум, душа, чотири чесноти в їх єдності і тотожність як принцип встановлення такого органу.

## Основні ідеї
На відміну від «Держави», в «Законах» Платон ставить найвище не благо, а космічний розум, який є вмістилищем вічних ідей. Після космічного розуму філософ ставить космічну душу, яка є джерелом будь-якого руху. Втім, він пропонує вчення про дві світові душі, добру і злу. Все, що реально існує, є продуктом поєднання ідеї і матерії та в різній мірі недосокнале. Тому існує потреба якомога ближчого наближення до ідеалу.
Оскільки люди, на переконання Платона, слабкі, нерозумні і аморальні, потрібно виправляти недосконалість за допомогою законів. Сам закон подається як абсолютний розум, який зважує всі людські задоволення і страждання, надії і страхи. Необхідність законів визначається недосконалістю людського життя, залежить від історичних явищ, проте відображає вищі ідеї. Через це закони є прекраснішими за будь-яке мистецтво.
Обстоюючи свої абсолютні закони і абсолютну покору їм, Платон говорить про необхідність передусім роз'яснення цих законів людям, переконання їх, замість примусу силою. Навіть перед стратою слід умовляти злочинця, намагатися виправити його. Проповідування гуманності в «Законах» поєднується з усякого роду заборонами і погрозами. Оскільки закони втілюють досконалі ідеї, Платон виступає за безумовну покору їм до найменших подробиць. Практично кожен аспект життя передбачає можливі там злочини і покарання за них. За більшість злочинів приписуються побиття, вигнання і привселюдний сором. Особливо тяжкими злочинами філософ вважає злочини проти батьків і богів. Платон стверджує, що за образу богів, батьків і держави мусять існувати якісь вічні муки, а не просто покарання. Для рабів і чужоземців при цьому він встановлює м'якші покарання, ніж для еллінів. За дезертирство і боягузтво Платон приписує подальшу заборону служити у війську і осоромлення. Гідними смерті він визначає вбивство і замах на вбивство, перешкоджання справедливому суду.
Платон особливо звертає увагу на закони для рабів. Він розуміє рабство широко, як підпорядкування нижчого вищому, менш гідного гідному. Проте філософ зауважує, що за рабами можна судити про їхнього хазяїна. Поганий хазяїн повинен відшкодовувати своїм рабам збитки й погане ставлення до них. Якщо раби доброчесні, вони як і всі люди гідні щастя й достатку, довівши свої хороші якості, можуть отримати свободу. Недоліки рабовласника — це сором для нього і обов'язок доброчесних рабів вказувати на це та сприяти вдосконаленню. У суді вільні люди та раби мають бути рівними. Вільна людина має більше свобод, та при цьому і покарання для неї суворіше.
Рабам у Платона відводиться землеробство, акторська гра, всі «низькі» заняття. Вільні ж повинні передусім займатися розумовою працею. Свою досконалу державу Платон описує як незмінну, ставлячи в приклад Єгипет, що за його словами стоїть 10000 років. На відміну від діалогу «Держава», тут мислитель не радить перетворювати кожну державу на ідеальну. Навпаки, він обґрунтовує ізоляцію такої держави та утримання її населення і кордонів завжди у тих самих межах. Народження дітей повинно обмежуватися для підтримання цього числа, або ж надлишкове населення засновуватиме віддалені колонії.
Наприкінці діалогу Платон вкладає у слова його дійових осіб висновок про те, що така держава насправді неможлива. Якби вона існувала, люди не захотіли б жити в ній. Сама ідеальна держава є лише спробою зберегти грецький поліс, який на очах Платона вироджувався.